# Григорян, Виген Самвелович
Виге́н Самве́лович Григоря́н (арм. Վիգեն Սամվելի Գրիգորյան; 8 августа 1951 года, село Туг, Нагорно-Карабахская АО — 1993 год, Нагорный Карабах) — армянский деятель, участник Карабахского движения и Первой карабахской войны.

## Биография
Родился 8 августа 1951 года в селе Туг Нагорно-Карабахской АО Азербайджанской ССР.
В 1972 году окончил Азербайджанский педагогический институт им. Ленина в Баку. Работал преподавателем армянского языка и литературы в средней школе Туга.
В 1988 году после начала Карабахского движения Виген Григорян являлся одним из самых активных его участников в Гадрутском районе. В 1990 году создал гайдукский отряд «Вреж» («Месть»).
В конце 1991 года в непризнанной Нагорно-Карабахской Республике был избран депутатом, войдя в состав Верховного совета НКР 1-го созыва.
Сражался против азербайджанских военных подразделений, в том числе в июле 1992 года участвовал в боях за Туг, командуя Тугским батальоном. Был тяжело ранен.
Погиб в 1993 году при взрыве мины. Похоронен в селе Тох (Туг).

## Награды
- Орден «Боевой Крест» II степени (НКР, посмертно).